# Little Syria
Little Syria (la Petite Syrie), aussi appelée le quartier syrien, était un quartier du Lower Manhattan habité des années 1880 aux années 1940 par des émigrés en majorité chrétiens de la Syrie ottomane.
Paul Morand évoque dans New York (1930) la « Petite Syrie », qui « représente la vieille colonie car la nouvelle, et c'est également vrai pour les Grecs, a émigré à Brooklyn. »